# Gedeon Romandon

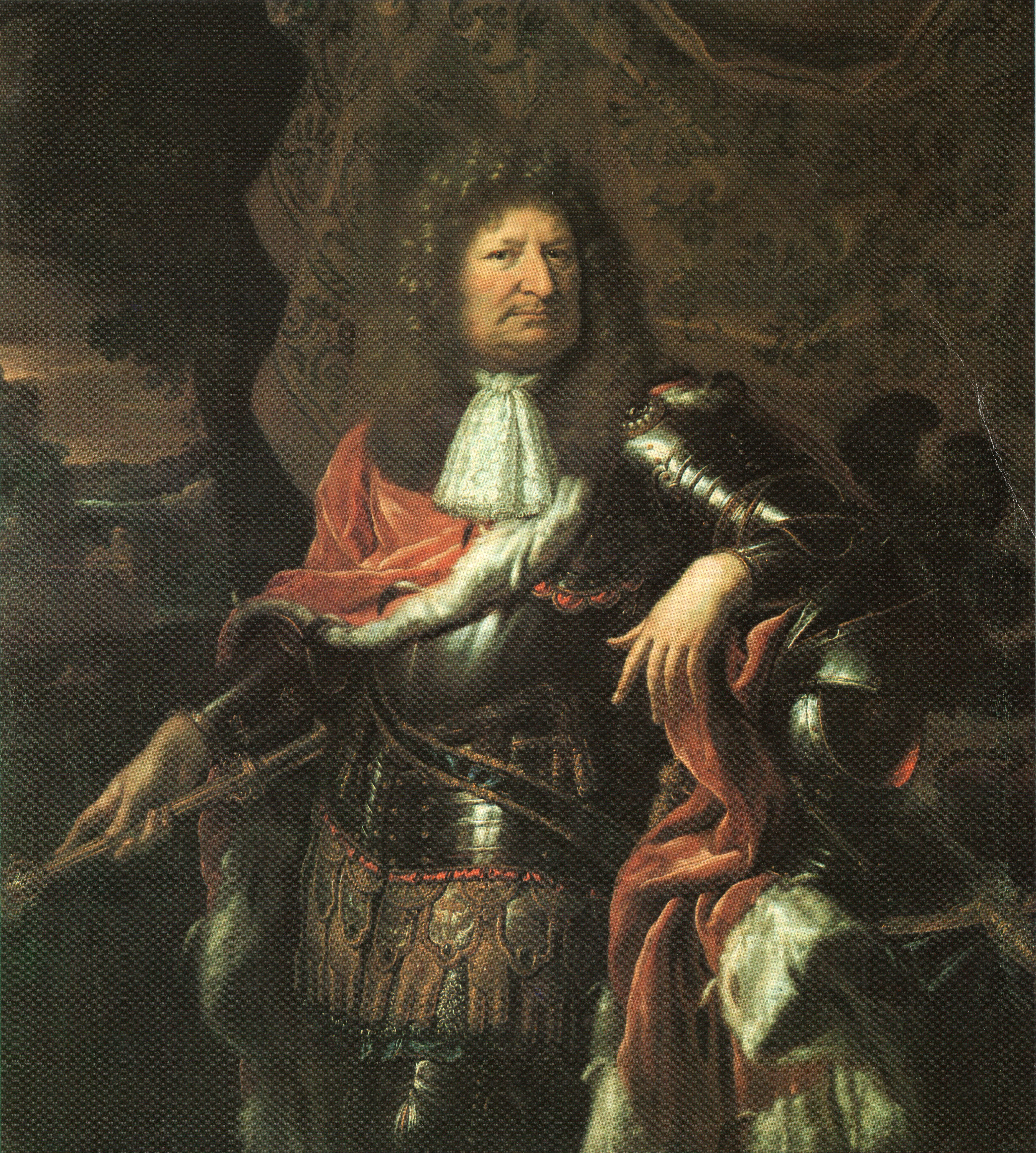
Kurfürst Friedrich Wilhelm von Brandenburg, Gemälde von Abraham und Gedeon Romandon, 1688 in Schloss Caputh

Gedeon Romandon (* 1667 in Venedig; † 1697 in Berlin) war ein Hofmaler des brandenburgischen Kurfürsten Friedrich Wilhelm („der große Kurfürst“) und seines Sohnes Friedrich III. (später: König Friedrich I.).

## Herkunft
Gedeon Romandon war ein Sohn des französischen Malers Abraham Romandon, der 1663 in Venedig nachweisbar ist. Als Hugenotte floh er nach 1685 aus Frankreich und kam 1686 mit seiner Familie nach Berlin. Kurfürst Friedrich Wilhelm ernannte ihn zu seinem Hofmaler. Abraham Romandon verstarb jedoch bereits kurz danach (1687), worauf der Kurfürst seinen Sohn Gedeon zum Hofmaler berief. 

## Wirken in Berlin
Romandon führte eine französisch geprägte, festlich-würdevolle Erhabenheit in die Porträtmalerei nach Berlin ein. Für seine Bildnisse sind eine lebhafte Mimik und Gestik sowie eine schwungvoll abstrahierende Behandlung der Gewänder charakteristisch. Als einer seiner Schüler wird der Maler Samuel Theodor Gericke genannt.
Romandons Position bei Hof wird dadurch gekennzeichnet, dass er den Auftrag erhielt, das offizielle Porträt Friedrich III. nach dessen Amtsantritt als Kurfürst zu malen. 1690 reiste Romandon im Auftrag des Kurfürsten nach London, um dort für Friedrich III. Porträts der Mitglieder der britischen Königsfamilie anzufertigen. 1696 wurde Gedeon Romandon Professor an der neugegründeten Berliner Akademie der Künste. 
Die meisten seiner erhaltenen Werke finden sich heute im Schloss Charlottenburg, Berlin, und im Neuen Palais im Park Sanssouci, Potsdam.

## Tod
Gedeon Romandon starb 1697 im Alter von 30 Jahren in Berlin.